# Acered
Acered (Aceret em aragonês) é um município da Espanha na província de Saragoça, comunidade autónoma de Aragão. Tem 30,14 km² de área e em 2021 tinha 140 habitantes (densidade: 4,6 hab./km²).

## Demografia
| Variação demográfica do município entre 1991 e 2004 | Variação demográfica do município entre 1991 e 2004 | Variação demográfica do município entre 1991 e 2004 | Variação demográfica do município entre 1991 e 2004 |
| --------------------------------------------------- | --------------------------------------------------- | --------------------------------------------------- | --------------------------------------------------- |
| 1991                                                | 1996                                                | 2001                                                | 2004                                                |
| 325                                                 | 297                                                 | 259                                                 | 236                                                 |